# Санчес Альварес, Роберто Карлос
Роберто Карлос Санчес Альварес (исп. Roberto Carlos Sanchez Alvarez; род. 29 января 1987, Сьего-де-Авила) — панамский шахматист, международный мастер (2019).
Чемпион страны (2018). В составе сборной Панамы участник Олимпиады (2018).

## Спортивные достижения
| Год  | Город         | Турнир                                         | + | − | = | Результат | Место |
| ---- | ------------- | ---------------------------------------------- | - | - | - | --------- | ----- |
| 2012 | Гавана        | «Capablanca in Memoriam Abierto 1»             | 4 | 0 | 6 | 8 из 10   | [ 4 ] |
| 2016 | Сан-Сальвадор | «American Continental Chess Championship 2016» | 6 | 3 | 2 | 7 из 12   | [ 5 ] |
| 2018 | Батуми        | 43-я Олимпиада                                 | 6 | 3 | 2 | 7 из 11   | [ 6 ] |

## Изменения рейтинга
| Графики недоступны из-за технических проблем. См. информацию на Фабрикаторе и на mediawiki.org. |